# Vagellia helveola
Vagellia helveola es una especie de araña araneomorfa de la familia Cybaeidae. Es la única especie del género monotípico Vagellia.  Es nativa de Sumatra en Indonesia.